# Chikage Ōgi

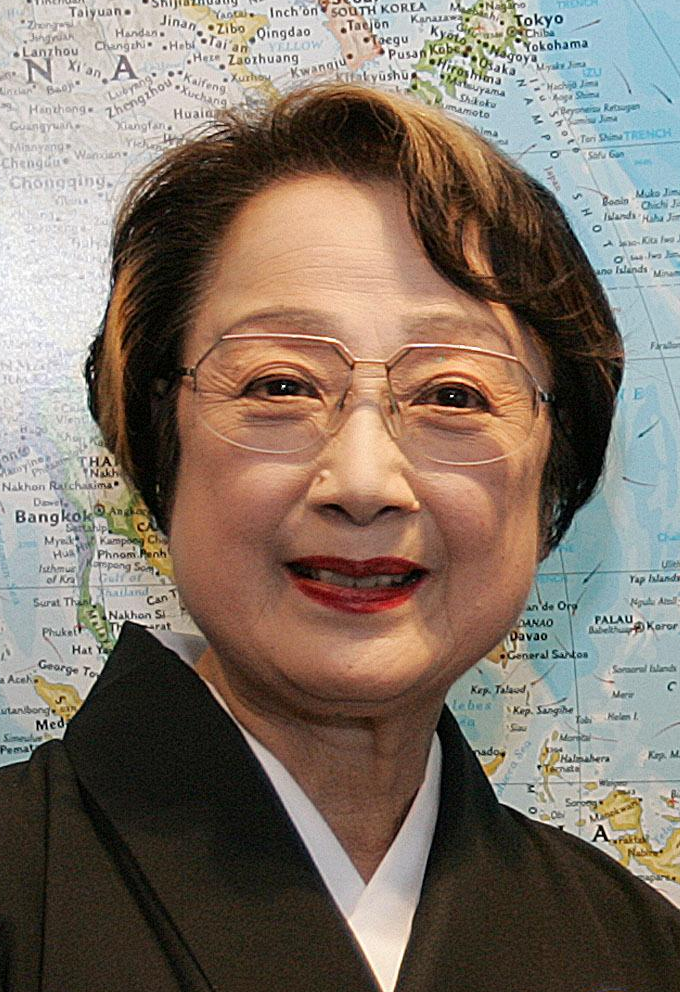
Chikage Ōgi, 2006

Chikage Ōgi (jap. 扇 千景, Ōgi Chikage; * 10. Mai 1933, Kōbe als Hiroko Kimura (木村 寛子, Kimura Hiroko), eigentlich: Hiroko Hayashi (林 寛子, Hayashi Hiroko); † 9. März 2023 in Tokio) war eine japanische Politikerin der LDP.

## Leben
Ōgi schloss sich im April 1954 der Takarazuka Revue an. 1958 heiratete sie den Kabuki-Schauspieler Kotaro Hayashi – später als Tojuro Sakata bekannt – und verließ die Takarazuka Revue. Danach spielte sie hauptsächlich in Fernsehserien (Dorama).
Von 2000 bis 2001 war Ōgi Verkehrs- und Bauministerin und ab 2001, mit der Zusammenfassung beider Ministerien, Ministerin für Land, Infrastruktur und Transport. Danach wurde sie die erste Frau an der Spitze des Oberhauses. Sie blieb bis zum Juli 2007 Präsidentin der zweiten Kammer, als ihre Partei die Mehrheit an die oppositionelle Demokratische Partei Japans verlor. Sie hatte bereits im Mai nach 30 Jahren als Abgeordnete ihren Rückzug aus der Politik angekündigt.
Chikage Ōgi starb am 9. März 2023 im Alter von 89 Jahren in einem Krankenhaus in Tokio an den Folgen einer Erkrankung an einer Form des Speiseröhrenkrebses.